# Paris la nuit
Paris la nuit è un cortometraggio del 1956 diretto da Jacques Baratier e Jean Valère, un documentario sulla vita notturna della capitale francese premiato al Festival di Berlino con l'Orso d'oro.

## Distribuzione
Il film è stato proiettato alla 6ª edizione del Festival internazionale del cinema di Berlino nel giugno 1956. Nel 1960 è stato distribuito in Italia dalla Globe Film, assemblato insieme ai due documentari La Gioconda di Henri Gruel e Notte e nebbia di Alain Resnais e al film drammatico La tenda scarlatta di Alexandre Astruc, con il titolo collettivo di Notte e nebbia.

## Riconoscimenti
1956 - Festival internazionale del cinema di Berlino
Orso d'oro per il miglior cortometraggio